# Atemptats del 21 d'abril de 2019 a Sri Lanka
El 21 d'abril 2019, Diumenge de Pasqua, es produïren atemptats amb bombes a tres esglésies de Sri Lanka i tres hotels de luxe a la capital comercial del país, Colombo. Aquell mateix dia, hi hagué explosions més petites en un complex residencial i una pensió. Els atemptats afectaren diverses ciutats de Sri Lanka. Hi hagué com a mínim 290 morts, incloent-hi almenys 35 ciutadans estrangers i tres policies, així com 500 persones ferides.
Els atemptats contra esglésies es dugueren a terme durant la missa de Pasqua a Negombo, Batticaloa i Colombo, mentre que els hotels afectats foren el Shangri-La, el Cinnamon Grand Hotel i The Kingsbury.
Segons informacions proporcionades pel govern, els set terroristes suïcides implicats en els atemptats gairebé simultanis eren ciutadans de Sri Lanka associats amb l'Organització Nacional del Monoteisme, un grup islamista militant basat al país però amb vincles a l'exterior que ja era conegut pels seus atemptats contra budistes.
El 22 d'abril, el govern de Sri Lanka declarà l'estat d'emergència a partir de mitjanit després d'imposar un nou toc de queda. Les autoritats també anunciaren que l'endemà seria un dia de dol nacional.